# Magister pecoris camelorum
Magister pecoris camelorum (slovensko gospodar drobnice in kamel, upravnik državnega prevoza) je bil v poznem Rimskem cesarstvu funkcionar, ki je  skrbel za državni prevoz. 
Edini znani nosilec naslova je bil Kaloker, ki je bil med vladavino Konstantina I. Velikega očitno na visokem položaju na Cipru. Leta 333/334 se je razglasil za cesarja in bil kmalu zatem poražen in usmrčen. 
Alexander Demandt domneva, da je ta kvazi vojaški naslov za njim imel samo Avrelij Viktor.

## Sklica
1. ↑  Demandt 1970, str. 556.
2. ↑  Aurelius Victor, Liber de Caesaribus, 41, 11.

## Vira
- A. Demandt, Magister militum, Paulys Realencyclopädie der classischen Altertumswissenschaft, Priloga XII, Stuttgart, 1970, str. 553–790.
- M. Salamon, Calocaerus – magister pecoris camelorum e l’indole della sua rivolta in Cipro nel 334, Studi in onore di Arnoldo Biscardi, 5. zvezek,  Mailand, 1984, str. 79–85.